# Lillhån
Lillhån är en sjö i Älvdalens kommun i Dalarna och ingår i Dalälvens huvudavrinningsområde. Sjön har en area på 0,0699 kvadratkilometer och ligger 762,6 meter över havet. Sjön avvattnas av vattendraget Storån.

## Delavrinningsområde
Lillhån ingår i det delavrinningsområde (689704-132489) som SMHI kallar för Ovan Töfsingån. Medelhöjden är 863 meter över havet och ytan är 14,43 kvadratkilometer. Räknas de 14 avrinningsområdena uppströms in blir den ackumulerade arean 108,91 kvadratkilometer. Storån som avvattnar avrinningsområdet har biflödesordning 2, vilket innebär att vattnet flödar genom totalt 2 vattendrag innan det når havet efter 512 kilometer. Avrinningsområdet består mestadels av skog (43 procent) och kalfjäll (54 procent). Avrinningsområdet har 0,3 kvadratkilometer vattenytor vilket ger det en sjöprocent på 2,1 procent.